# Гугарк
41°04′00″ пн. ш. 44°26′00″ сх. д. / 41.06666667° пн. ш. 44.43333333° сх. д.
Гугарк (вірм. Գուգարք, лат. Gogarene) — історико-географічний регіон у Закавказзі, розташований між середньою течією річки Агстев і областю Тайк. З початку II століття до н. е. до кінця IV століття н. е. — один з п'ятнадцяти ашхарів (провінцій) Великої Вірменії; пізніше, до середини VIII століття, — у складі Іберії.
Нині територія античного Гугарку перебуває в межах Грузії, Туреччини і Вірменії.

## Географія та топоніміка
Межі Гугарку не були строго визначені і з часом змінювалися[джерело?]. Відповідно до «Вірменської географії» («Ашхарацуйц») VII століття, до складу Гугарку входили гавари Дзоропор, Колбопор, Цобопор, Ташир, Трелк, Кангарк, Верхній Джавахк, Артахан і Кларджк.
Термін «Гугарк» відсутній у грузинських джерелах. Самшвілде, разом з областями Таширі і Абоці входили до Самшвілдського еріставства. Гардабані і Самшвільде разом утворили провінцію Квемо Картлі (груз. ქვემო ქართლი) або Нижню Іберію. За К. Тумановим до неї входили такі області: Тріалеті, Гачіані, Гардабані, Таширі і Абоці. Як зазначає Стівен Рапп, у вірменських джерелах цей регіон також іменувався Вірк (вірм. Վիրք, «Картлі» або «Іберія»), в іберійських — Сомхіті (груз. სომხითი, «Вірменія» або «південний край»).

## Населення
Г. Мелікішвілі вважав, що Гугарк етнічно був змішаною вірмено-грузинською областю. Цю думку підтримує А. Новосельцев. «Кембриджська історія Стародавнього світу» також вважає Гугарк етнічно вірмено-грузинським. На північних територіях жили грузини, на південних — вірмени.

## Історичний нарис

### Античність
Найперша згадка про Гугарк (або Гогарену) міститься в «Географії» Страбона (XI, 14, 5), який стверджує, що Гогарена була відвойована Вірменією в іберів з піднесенням династії Арташесидів. К. Туманов вважав, що області Цобопор, Колбопор, Дзоропор, Ашоц і Ташир спочатку перебували у складі Вірменії, принаймні, в епоху Фарнавазідської Іберії і Ервандідської Вірменії, тобто в період від 300 до 200 років до н. е. На його думку, області Ашоц і Ташир перейшли до Фарнавазідів в міру розширення новоствореної іберійської держави. Арташесіди, мабуть, об'єднали ці землі з Кангарком, Цобопором, Дзоропором, Колбопором (можливо, також Трелком), створивши особливе намісництво, на чолі якого намісником царя поставили князя Гугарка. Страбон відносить Гугарк до сільськогосподарських регіонах Вірменії.
Гугарк був одним з чотирьох бдешхств, або військових намісництв Вірменії, які захищали державу від зовнішніх вторгнень — в даному випадку, з боку Іберії. Ці бдешхства в ієрархії панівного класу вірменської держави займали становище одразу після царя. За даними Зоранамака, до армії Великої Вірменії Гугарк направляв до 4,5 тис. вершників. У «Кембриджській історії середньовіччя» величина кавалерійського контингенту, що постачався на службу сюзерену, царю Вірменії, називалася найкращою ілюстрацією політичної ваги того чи іншого княжого дому країни.
На початку I століття династія Арташесидів у Вірменії припинила своє існування. В наступні десятиліття безвладдя, ймовірно, Іберія оволоділа самим бдешхством і областю Холарзене/Каларзене (Кларджеті), що не входила до нього. В цей час Ташир, Ашоц і розташовані на сході іберійські землі Джавахк, Артахан і Трелк (якщо останній взагалі був у межах бдешхства в цей період), схоже, були відокремлені від бдешхства і повернулися під владу Іберії.
Після встановлення влади Аршакідів Вірменія повернула собі бдешхство: Птолемей, Агатангелос і «Бузандаран патмутюнк» однозначно зазначають, що бдешхство Гугарк (області Кангарк, Цобопор, Дзоропор, Колбопор і, безумовно, Ашоц і Ташир), повернулися до складу Вірменії.
Між 186—189 роками одзрхе, кларджеті і цунда повстали проти свого царя Амазаспа II і уклали союз з Вологезом V. Імовірно в цей період Аршакідської експансії Вірменія отримала також Манглеац Пор, Куїсапор і Хаціхе або Хунаракерт. Як стверджується у «Вірменській географії» VII століття, останні в свій час було «вилучено у вірмен». Між складанням «Географії» Птолемея в середині II століття і IV століттям, Кларджк, імовірно, також з'єднався з бдешхством, тоді як Дзоропор і Колбопор, а пізніше також Ашоц і Ташир відкололися від нього. Згодом на цій території утворилися окремі князівські володіння, ймовірно, під керуванням молодших гілок династії Гушаридів Гугарку.
Під час остаточного розпаду Аршакідської Вірменії (363—387) бдешхство, разом з окремими князівствами (за винятком Ашоца і, мабуть, верхньої частини Ташира), знову повернулися до Іберії. Відповідно до «Вірменської географії», від Вірменії було відторгнуто дев'ять районів: Дзоропор, Колбопор, Ташир, Цобопор, Трелк, Кангарк, Верхній Джавахк, Артахан і Кларджк. Останні три було відокремлено від бдешхства приблизно в період, коли воно остаточно перейшло до Іберії, а перші три — ще раніше.
З IV століття в регіоні правили члени дому Міхранідів. Найвідомішими представниками цього сімейства були Варскен Пітіахші і його дружина свята Шушанік.
На початку V століття Гугарк відвідав Месроп Маштоц. За Пітером Коу, його метою було поширення письменності серед вірменського населення для збереження його культурної самобутності після відторгнення області від Вірменії.

### Середньовіччя
Під час арабського вторгнення в Іберію Гугарк залишався в межах грузинської держави, але з кінця VIII століття він увійшов до складу Тбіліського емірату, що відколовся від Халіфату. З середини IX століття західні області Гугарка були відвойовані іберійськими (грузинськими) Багратидами, а східні — вірменськими Багратидами.
Анна Елізабет Редгейт зазначає, що ще до 876 року майбутній монарх, князь князів Вірменії Ашот I, заволодів деякими областями Гугарка. Його власний домен, який простягався на схід через центральну область Айрарат до озера Севан і межі Васпуракана, був збільшений за рахунок низки територій, зокрема й Гугарка. 904 року Гугарк зазнав навали царя Абхазії Костянтина. На початку IX століття Ашот II завдав арабам низку поразок, звільнивши від них Багреванд, Ширак, Гугарк, Агстевську долину.

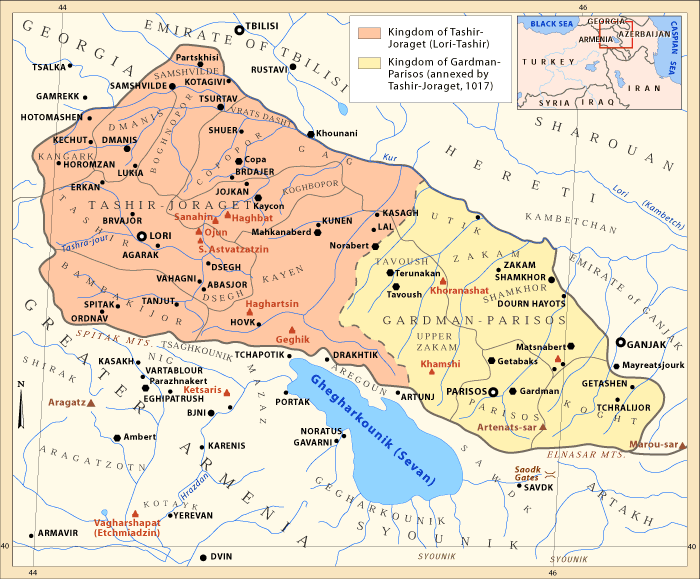
Ташир-Дзорагетське царство на початку XI століття

У цей період фортеця Самшвілде в Гугарку належала роду Гнтуні. Приблизно 972 року цар Вірменії Ашот III передав Самшвілде і Ташир-Дзорагет своєму синові Гургену. 982 року тут було утворено Ташир-Дзорагетське царство, яким правили представники молодшої гілки династії Багратидів — Кюрикянів.
Ташир-Дзорагетське царство займало більшу частину історичного Гугарка. Подібно до інших вірменських держав цього періоду, воно перебувало у васальній залежності від Анфйського царства. До 1065 року центром царства була фортеця Самшвілде; пізніше столицю було перенесено в місто-фортецю Лорі. Найбільшого розквіту царство досягло за наступника Гургена Давида I Безземельного. Британська енциклопедія і «Кембриджська історія Ірану» називають Ташир-Дзорагетське царство на сході Гугарка одним з останніх осередків вірменського національно-державного устрою після завоювання країни сельджуками в середині XI століття. Проте таке становище тривало недовго. В кінці XI — початку XII століття Ташир-Дзорагетське царство було захоплене сельджуками і припинило існування.
Між 1110—1123 роками, поряд з іншими вірменськими землями, східний Гугарк був звільнений від кочівників царем Грузії Давидом IV Будівельником, який передав його грузинському роду Орбелі. Після приєднання Лорі до Грузії в титулатуру царя Давида було додано титул «цар сомехів». Ефталія Константінідес зазначає, що між 1123—1125 роками було скликано Руїс-Урбніський церковний собор, що мав своєю метою звернення до діофізитства та інтеграцію монофізитів після завоювання Північної Вірменії.
Після придушення заколоту Орбелі в 1177 році цар Грузії Георгій III передав Сомхіт разом з містом-фортецею Лорі Кубасару (амірспасалару Грузії кипчацького походження), але всього через вісім років, 1185 року, цариця Тамара передала область новому амірспасалару — Саргісу Мхаргрдзелі-Закаряну.
У 1236—1237 роках північні і східні частини Вірменії, які перебували під грузинської короною, були завойовані монголами. Після смерті цариці Русудан 1245 року почалося міжцарів'я, під час якого монголи розділили Кавказ на вісім провінцій або округів. Території Грузії і вірменських областей Гугарк, Айрарат, Арцах і Сюнік, відомі як Гурджистанский вілаєт, були розділені на вісім туменів. Тумен який містив східну частину Гугарка було передано під контроль Ваграма Гагелі.

### Новий час

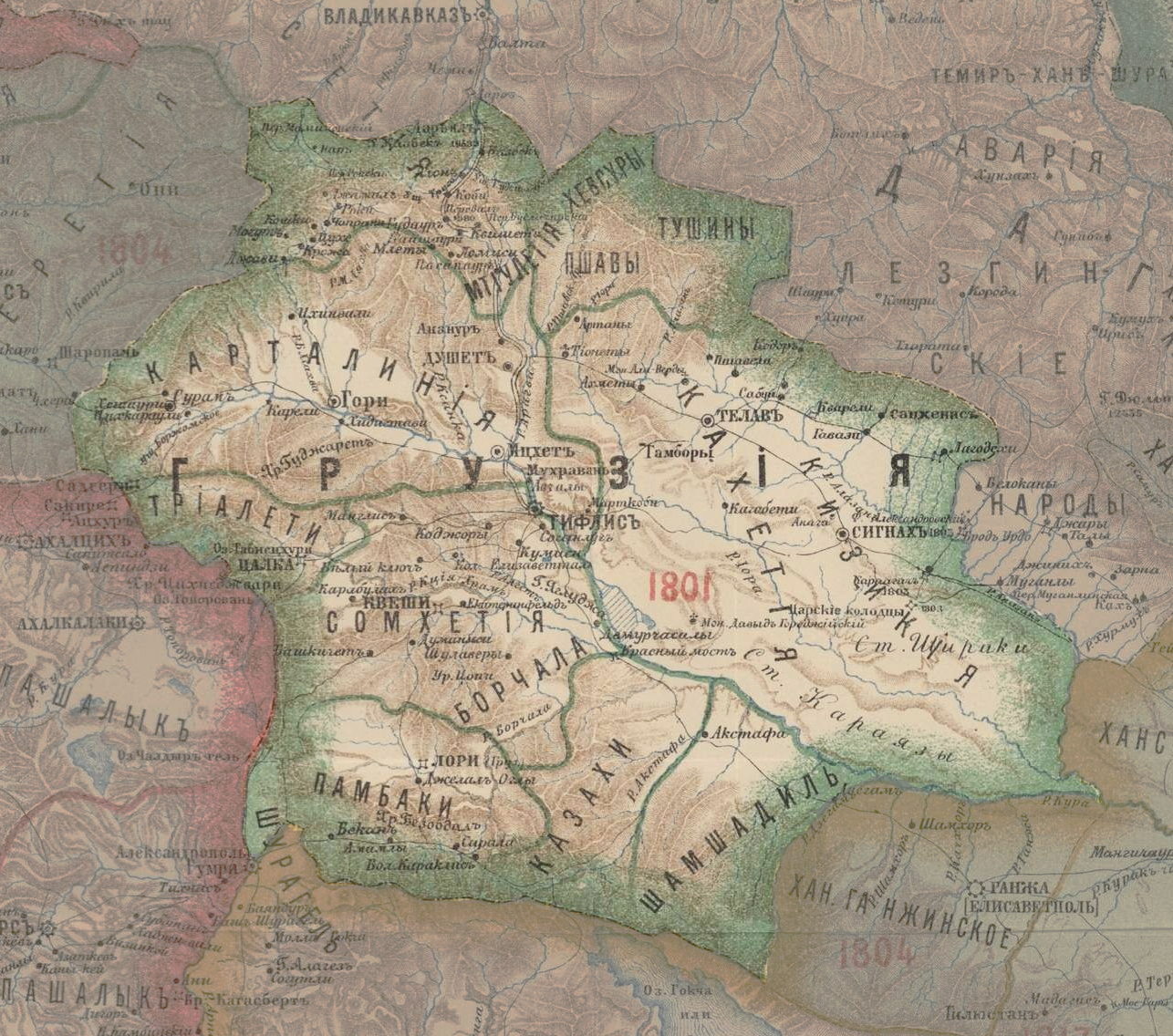
Картлі-Кахетинське царство на карті Кавказу з кордонами 1801—1813 рр.

Внаслідок громадянської війни в Грузинському царстві, воно розпалося на декілька частин. Сомхіт було передано в Картлийске царство, останнє перейшло під вплив Сефевідів внаслідок миру Амасьї. І. Петрушевський зазначає, що в XVI—XVII століттях у Лорі на півночі кавказької Вірменії все ще існували місцеві вірменські володарі — меліки. На початку XVII століття при Аббасі I в Дебедську долину прийшло тюркське плем'я борчалу, яке й дало цього регіону свою назву. 1604 року тут було створено Борчалинський хаканат (султанат), який проіснував до XVIII століття. У 1724—1728 роках області Лорі і Агстева захопила Туреччина, однак 1735 року вони знову були повернуті Ірану. Після смерті Надер Шаха 1747 року Кахеті і Картлі набули незалежності, а 1762 року об'єдналися в єдину державу на чолі з Іраклієм II.
Сомхетія в складі Грузії відійшла до Росії 1801 року, як частина Грузинської (1801—1840), Грузино-Імеретинської (1840—1846) і Тифліської губерній (1846—1917).
Після встановлення незалежності у Вірменії і Грузії розбіжності щодо приналежності Борчалинського повіту і низка інших прикордонних суперечок призвели до короткої війни між двома країнами в грудні 1918 року.

## Культурно-історична спадщина
При Кюрикянах і Мхаргрдзелі-Закарянах східна частина Гугарка було одним із центрів розвитку вірменської культури і науки. У монастирях Санаїн, Ахпат, Агарцин, Нор Тік, Кобайр викладалися граматика, риторика, астрономія, музика. В Ахпаті розвивалася школа вірменської мініатюри.[джерело?] Тут розташовані видатні пам'ятки вірменської архітектури[джерело?], такі як Хоракерт, Одзун, Макараванк, Бардзракаш. Тут само знаходяться низка вірмено-халкідонських монастирів. Згідно з «Кембриджською історією стародавнього світу» вірмени-халкідоніти були особливо численні в Тайку і Гугарку[коли?]. Французький історик Ізабель Ож відзначає вплив як вірменської, так і грузинської та грецької культур у мистецтві вірмен-халкідонітів, зокрема в монастирях Ахтала і Кобайр. У східному Гугарку жили й творили видатні вірменські середньовічні вчені Ованес Саркаваг, Григор Тутеорді, Давид Кобайреці, Мхітар Гош, Вардан Аревелці і Кіракос Гандзакеці. Промисловими центрами були Пгндзаанк і Манеса.
| |  |                                                                                        |  |                                       |  |
| Один з найраніших збережених написів грузинським алфавітом (хуцурі) з церкви Болнісі Сіоні. Датується 492—493 рр.. Північний Гугарк (Болніський муніципалітет Грузії) |  | Вірменський монастир Одзун, VI століття. Південний Гугарк (Лорійська область Вірменії) |  | Вірмено-халкідонський монастир Ахтала |  |